# Eduard II van Bar
Eduard II van Bar (circa 1339 - mei 1352) was van 1344 tot aan zijn dood graaf van Bar. Hij behoorde tot het huis Scarpone. 

## Levensloop
Eduard II was de oudste zoon van graaf Hendrik IV van Bar en Yolande van Dampierre, dochter van Robrecht van Dampierre, heer van Marle en Kassel. 
In 1344 volgde hij zijn vader op als graaf van Bar. Omdat hij nog minderjarig was, werd hij onder het regentschap geplaatst van zijn moeder. Als regentes moest Yolande strijden tegen Peter van Bar, heer van Pierrefort, en Theobald van Bar, heer van Pierrepont, die deel wilden uitmaken van Eduards regentenraad. Met koning Filips VI van Frankrijk en hertog Rudolf van Lotharingen als bondgenoten kon Yolande ervoor zorgen dat de politieke rol van de twee heren beperkt bleef. 
Op 10 oktober 1349 werd Eduard volwassen verklaard. In 1350 richtten de troepen van Maria van Châtillon, de regentes van het hertogdom Lotharingen, en de graaf van Salm een ravage aan in het graafschap Bar. Als wraak lieten Eduard, Yolande en de bisschop van Metz de omgeving rond Nancy verwoesten. Uiteindelijk werd er op 14 augustus 1351 een wapenstilstand gesloten, wat een einde maakte aan het conflict.
Eduard, die een zwakke gezondheid had, stierf in mei 1352 op 13-jarige leeftijd. Hij werd als graaf van Bar opgevolgd door zijn broer Robert I.